# West Frankfort
West Frankfort – miasto w Stanach Zjednoczonych, w stanie Illinois, w hrabstwie Franklin.